# Johann Reteke
Johann Reteke omnämnd som Portugaleser-Macher Johann Reteke, född troligen 1643 i Riga, död 3 augusti 1720 i Tyskland, var en tysk medaljgravör.
Han var son till medaljgravören Johann Rethe. Han fick sin utbildning till gravör av sin far och efter avslutad lärotid arbetade han tillsammans med sin far i Stockholm och Tyskland. Många av faderns utförda medaljer i Tyskland har felaktigt tillskrivits Reteke. Han gifte sig 1676 med Margarethe Philips (Philipsen) och kom därigenom att ärva en fastighet vid Mühlenstrasse i Hamburg 1687 och han valdes 1698 till borgarkapten för ett kompani av S:t Michaelisregementet. 